# Krzysztof Piasecki (matematyk)
Krzysztof Piasecki (ur. 1952, zm. 14 lipca 2021) – polski matematyk i ekonomista, prof. dr habilitowany.

## Życiorys
W 1976 obronił pracę magisterską na Uniwersytecie im. Adama Mickiewicza (Wydział Matematyki i Fizyki). Doktoryzował się w 1981 pod kierunkiem prof. Jerzego Albrychta, a habilitował w 1991 na Wydziale Planowania i Zarządzania Akademii Ekonomicznej w Poznaniu (rozprawa Decyzje i wiarygodne prognozy). W 2007 nadano mu tytuł profesora w dziedzinie nauk ekonomicznych.
Był pracownikiem Akademii Ekonomicznej i Uniwersytetu Ekonomicznego w Poznaniu, a także założycielem i kierownikiem Pracowni Zastosowań Matematyki w Zarządzaniu Akademii Ekonomicznej w Poznaniu oraz kierownikiem Katedry Badań Operacyjnych Uniwersytetu Ekonomicznego w Poznaniu. Pełnił funkcję prorektora i rektora Wyższej Szkoły Handlu i Usług w Poznaniu oraz dyrektora Instytutu Ekonomii i Zarządzania Państwowej Wyższej Szkoły Zawodowej w Lesznie. Był również pracownikiem Przemysłowego Instytutu Maszyn Rolniczych, Państwowej Wyższej Szkoły Zawodowej w Kaliszu i Wyższej Szkoły Zarządzania i Bankowości w Poznaniu, a także Wyższej Szkoły Bankowej w Poznaniu.
Był członkiem Polskiego Towarzystwa Matematycznego.
Pochowano go 19 lipca 2021 na cmentarzu parafialnym w Kórniku (Bninie).

## Zainteresowania naukowe
Do jego głównych zainteresowań naukowych należały:
- matematyka finansowa,
- modele prognostyczno-decyzyjne,
- matematyka systemów rozmytych,
- arytmetyka finansowa,
- skwantyfikowane finanse behawioralne,
- ekonometria rynków finansowych[2][5].